# Jorge del Castillo
Jorge del Castillo (ur. 2 lipca 1950 w Limie) – prawnik i polityk, premier Peru w latach 2006–2008, sekretarz generalny Amerykańskiego Ludowego Sojuszu Rewolucyjnego (APRA) w latach 1999–2006. W czasie swej kariery politycznej zasiadał Kongresie Republiki oraz był burmistrzem Limy, a także jednej z jej dzielnic, Barranco.

## Życiorys
Jorge del Castillo w latach 1968–1974 studiował prawo i nauki polityczne na Narodowym Uniwersytecie San Marcos w Limie. Później, w latach 1993–1994 studiował prawo konstytucyjne na Papieskim Uniwersytecie Katolickim w Limie.
W latach 1984–1986 był burmistrzem limeńskiej dzielnicy Barranco. W 1985 został wyznaczony przez prezydenta Alana Garcia prefektem Limy. W 1987 został alkadem Limy i funkcję tę pełnił do 1989. W 1992, kiedy prezydent Alberto Fujimori rozwiązał kontrolowany przez opozycję parlament, del Castillo pomógł liderowi APRA Alanowi Garcii znaleźć schronienie w Kolumbii.
Del Castiilo wrócił do polityki dopiero w 1995, gdy dostał się do parlamentu z okręgu wyborczego Limy. W wyborach w 2000, 2001 i 2006 ponownie zdobywał mandat w Kongresie Republiki. W czerwcu 1999 został sekretarzem generalnym Amerykańskiego Ludowego Sojuszu Rewolucyjnego (APRA), którym pozostał do lipca 2006. Dell Castillo reprezentował partię APRA w Organizacji Państw Amerykańskich (OPA).
28 lipca 2006 został mianowany przez prezydenta Alana Garcię premierem Peru. 5 października 2008 w Peru wybuchł kryzys polityczny po tym, jak w mediach opublikowano nagranie ujawniające korupcję rządu przy zawieraniu kontraktu z norweską firmą naftową. W rezultacie 10 października 2008 cały gabinet premiera Jorge del Castillo podał się do dymisji. 11 października 2008 prezydent Garcia desygnował na stanowisko nowego szefa rządu Yehude Simona, który został zaprzysiężony trzy dni później.